# Sant Joan d'Oló
Sant Joan d'Oló és un antic poble rural que celebra la seva festa Major el primer cap de setmana d'Agost. Pertany al municipi de Santa Maria d'Oló i a la comarca del Moianès.
És al sector sud-oest del terme municipal de Calders, a prop del límit amb Avinyó. Té a llevant la parròquia de Sant Vicenç de Vilarassau i al nord la de Santa Maria d'Oló. Al nord-est la parròquia de Santa Maria d'Horta del municipi d'Avinyó.
Pascual Madoz parla de Sant Joan d'Oló en el seu «Diccionario geográfico» del 1845. S'hi refereix dient que es troba al capdamunt d'un turó, amb bona ventilació i clima temperat i sa. Té 23 cases i l'església parroquial; el terme és de secà, d'ínfima qualitat. El territori està poblat de boscos de pins i d'arbusts, amb traces de mineral de coure. Els camins estan en mal estat. Produïa ordi, llegums i vi i hi ha caça abundant de perdius i conills. 15 veïns de cadastre (caps de casa) i 65 ànimes (habitants) en formaven la població
El poble està format per les cases de Ca l'Abellà, Cal Fusté, Cal Po,  Cal Llonch,  Cal Llorenç,  Ca la Mestra, i la parròquia per les masies de Armenteres, Altimires, la Careta, la Casa Nova del Tonet, Cal Cases, Cal Cases Petit, La Canal, Torrecogusa, Garrigota, Manola, Molí del Rieral, l'Espinalt, Moratones, la Plana, el Plans, la Riera, Cal Tinet, Torrespaia, les Tosques i Vilamorena, Els Clapers(Quadra del Solà de Sant Esteve), El Molí del Solà de Sant Esteve, El Solà de Sant Esteve.